# Жовтець водяний
{{#ifeq:0|0|{{#if:|{{#if:Ranunculusaquatilis|[[]}}|}}}}
Жовтець водяний (Ranunculus aquatilis) — вид рослин родини жовтецеві (Ranunculaceae), поширений у Європі й Північній Африці.

## Опис
Багаторічна трава. Стебло зеленувате, розгалужене, вкорінюється, принаймні 1.5 мм завтовшки. Листки чередуються, черешкові, прилисткові; занурені у воду листки дрібно лопатчасті, частки ниткоподібні; плавучі листові пластини округло-ниркоподібні, 3-лопатеві, бічні сегменти ширші, ніж центральний, з довгими і конічними зубчиками. Плавучі листи можуть бути відсутніми. Рослини на землі з невеликими листовими пластинами і з жорсткими і м'ясистими сегментами. Квітки поодинокі навпроти листя, довгостебельчаті, над водою. Квітки 1–1.5 см в діаметрі. Пелюстки білі з жовтою основою; пелюстків п'ять, довжиною 8–9 мм. Чашолистків 4–5. Тичинок зазвичай 15–20. Маточок 15–30. Плід волохатий, коли молодий, голий, коли старше, довжина 1.1-1.9 мм сім'янка. 

## Поширення
Поширений у Європі й Північній Африці (Алжир, Марокко, Туніс).
В Україні зростає у стоячих і повільних водах — на всій території, спорадично.

## Галерея

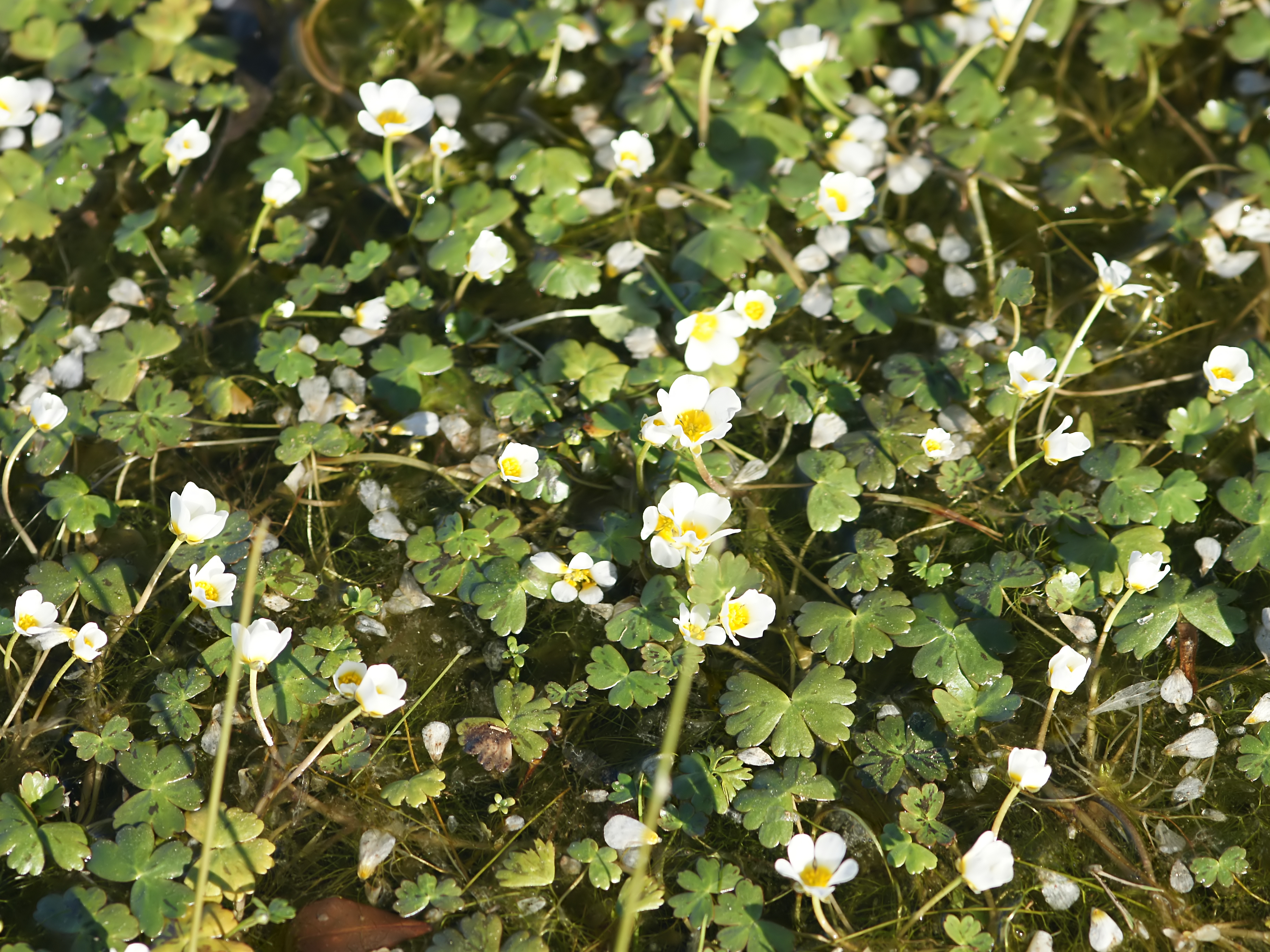
загальний вигляд
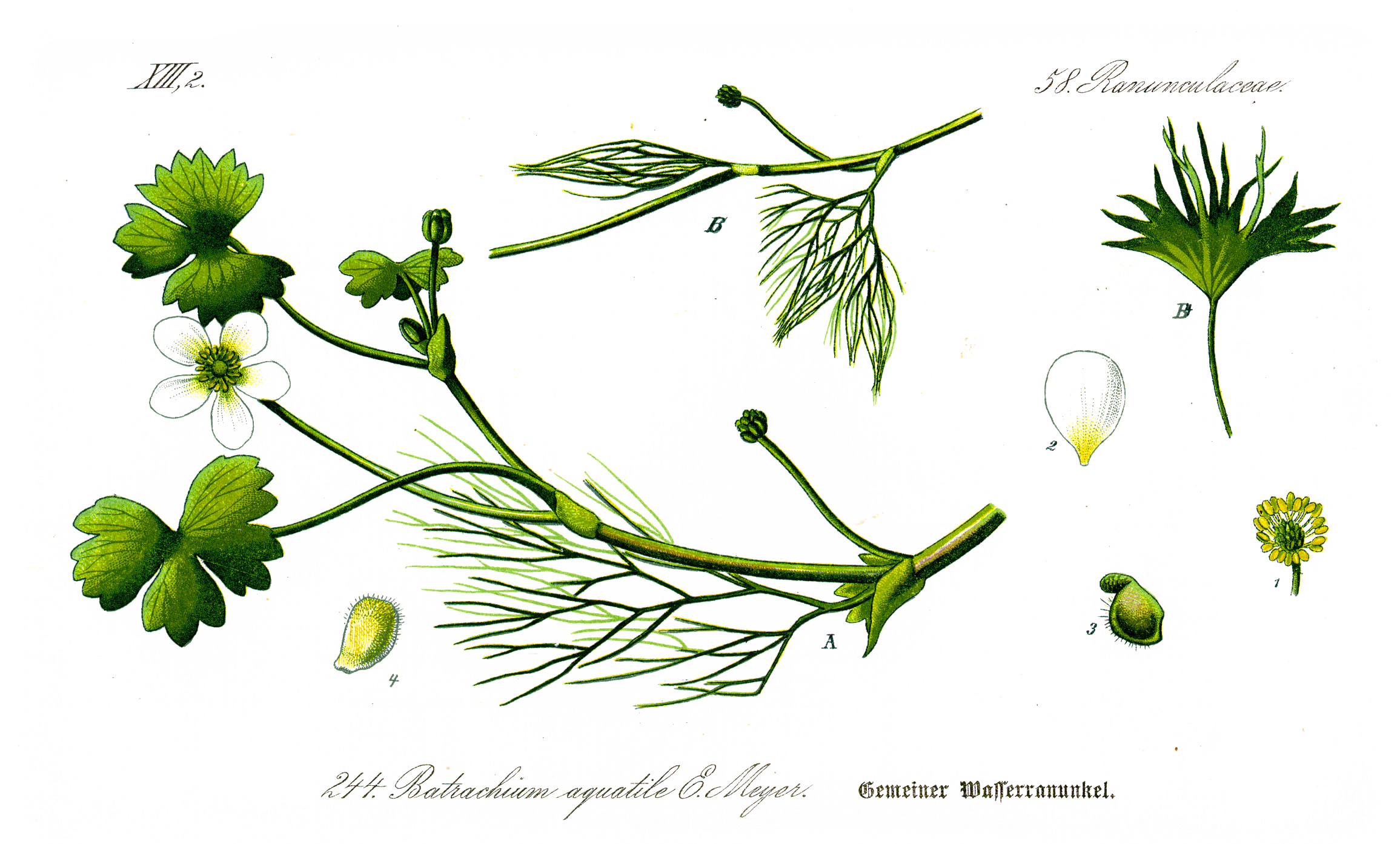
ілюстрація